# Carmen Radulet
Carmen Maria Radulet (Roménia, 25 de junho de 1950 – Lisboa, 27 de dezembro de 2008) foi professora universitária, investigadora de Literatura e de História de Portugal.
Nascida na Roménia naturalizou-se italiana, o país onde passou a viver na juventude e onde estudou e exerceu a sua actividade docente. Licenciada em Letras pela Universidade de Roma e doutorada em Estudos Portugueses, deixou uma ampla obra publicada entre livros, artigos e actas de colóquios.
- 1977 - começa a leccionar na Universidade de Roma;
- 1979 - passa a leccionar Literatura Portuguesa na Faculdade de Letras da Universidade de Salerno, passando a professora associada em 1984;
- 1987 - tornou-se catedrática na Universidade de Tuscia, em Viterbo, como titular da cátedra Pedro Hispano/Instituto Camões, de Estudos Históricos Portugueses, na Faculdade de Língua e Literatura Estrangeira Moderna daquela universidade;
- 1992 - membro da Academia de Marinha e da Academia Portuguesa de História.

## Escreveu
- Documenti delle scoperte portoghesi. I Africa, Bari, Adriatica, 1983.
- As viagens de Diogo Cão: um problema ainda em aberto, Lisboa, Instituto de Investigação Cientifica Tropical, 1988.
- Os descobrimentos portugueses e a Itália: ensaios filológicos-literários e historiográficos, Lisboa, Vega, D. L. 1991.
- Vasco da Gama: la prima circumnavigazione dell'Africa - 1497-1499, [Reggio Emilia], Diabasis, cop. 1994.
- Terra Brasil 1500: a viagem de Pedro Álvares Cabral, testemunhos e comentários, [Lisboa], Chaves Ferreira, D. L. 1999.
- (transcrição e apresent.) Viagens portuguesas à Índia (1497-1513): fontes italianas para a sua história – o Códice Riccardiano 1910 de Florença, Lisboa, Comissão Nacional para as Comemorações dos Descobrimentos Portugueses, 2002.
- D. João V e a Santa Sé, 2008.